# Kataklysm
Kataklysm (abgeleitet von Kataklysmus) ist eine franko-kanadische Death-Metal-Band aus Montreal, Québec. Besonderes Kennzeichen der Band sind die schnellen Schlagzeugparts, die von der Band selbst als „Northern Hyperblast“ bezeichnet werden. Heute gehören Kataklysm zu den erfolgreichsten Bands im Death Metal.

## Bandgeschichte

### Gründung und Stilfindung
Die Band Kataklysm wurde im Jahr 1991 von Sylvain Houde, Jean-François Dagenais, Maurizio Iacono sowie Ariel Saied in Montreal gegründet. 1992 veröffentlichten sie ihre erste Demoaufnahme Death Gate Cycle of Reincarnation. Mit dieser Aufnahme bewarben sie sich bei dem deutschen Musiklabel Nuclear Blast, welches die Band 1993 unter Vertrag nahm.
Derweil trennte die Gruppe sich von ihrem Schlagzeuger Ariel Saied, der durch Max Duhamel ersetzt wurde. Mit The Mystical Gate of Reincarnation veröffentlichte die Band 1993 ihre erste EP.
Anschließend wurden mit Rehearsal und The Vortex of Resurrection zwei weitere Demoaufnahmen produziert und veröffentlicht.
1995 erschien mit Sorcery Kataklysms erstes Studioalbum. Dies wurde, wie auch die folgenden Alben, von Gitarrist Dagenais produziert. Noch im selben Jahr musste Duhamel die Band aufgrund von Knieproblemen kurzfristig wieder verlassen. Er wurde vorübergehend durch Nick Miller ersetzt. Zusammen mit Deicide, Cathedral, Brutal Truth, Sinister und Fleshcrawl spielte die Band daraufhin eine Tour durch Europa.
Mit Miller veröffentlichte die Band ihr zweites Studioalbum Temple of Knowledge und startete ihre erste Headliner-Tournee, unter anderem durch Europa.
1998 verließ Sänger Sylvain Houde die Gruppe, da er sich mit der Musik von Kataklysm nicht mehr identifizieren konnte. Sein Part wurde von Bassist Maurizio Iacono übernommen. Neuer Bassist der Band wurde Stephane Barbe. Neben der Wiederveröffentlichung des Debütalbums und der ersten EP (Nuclear Blast), wurde 1998 das dritte Album Victims of This Fallen World sowie die Live-CD Northern Hyperblast über das Label Hypnotic International veröffentlicht.
In den folgenden zwei Jahren veröffentlichten Kataklysm die Alben The Prophecy und Epic: The Poetry of War. Zwischenzeitlich kehrte der von seinen Knieproblemen rehabilitierte Schlagzeuger Max Duhamel zur Band zurück. Nach einer Headlinertour durch 19 Länder erschien im Herbst 2002 Kataklysms sechstes Studioalbum Shadows and Dust. Das Album gilt seither als das Durchbruchsalbum der Band. Am Songwriting waren hauptsächlich Iacono und Barbe beteiligt. Mit dem Mix aus Blastbeats, eingängigen Liedstrukturen und technisch anspruchsvollen Passagen hatte die Band ihren heutigen Stil gefunden. Auf der anschließenden Tour mit The Haunted und Skinless war Jean-François Richard als Schlagzeuger der Band tätig, nachdem Duhamel die Band aus privaten Gründen erneut verließ.
Im Frühjahr 2004 erschien mit Serenity in Fire das siebte Album der Gruppe. Gitarrist Jean-François Dagenais übernahm hierbei das Songwriting. Das Schlagzeug auf dem Album spielte Martin Maurais, der auch bei der folgenden No More Serenity-Tournee sowie den Touren mit Danzig, Trivium und Napalm Death dabei war. Er verließ Kataklysm jedoch anschließend, da es zu Spannungen zwischen ihm und der Band kam. Sein Nachfolger wurde Rückkehrer Max Duhamel, der nach seinem Ausstieg weiterhin mit der Band in Kontakt gestanden hatte. Nach der Überwindung seiner persönlichen Probleme entschied sich die Band, Duhamel wieder aufzunehmen.

### Erstmalige Zusammenarbeit mit externen Produzenten

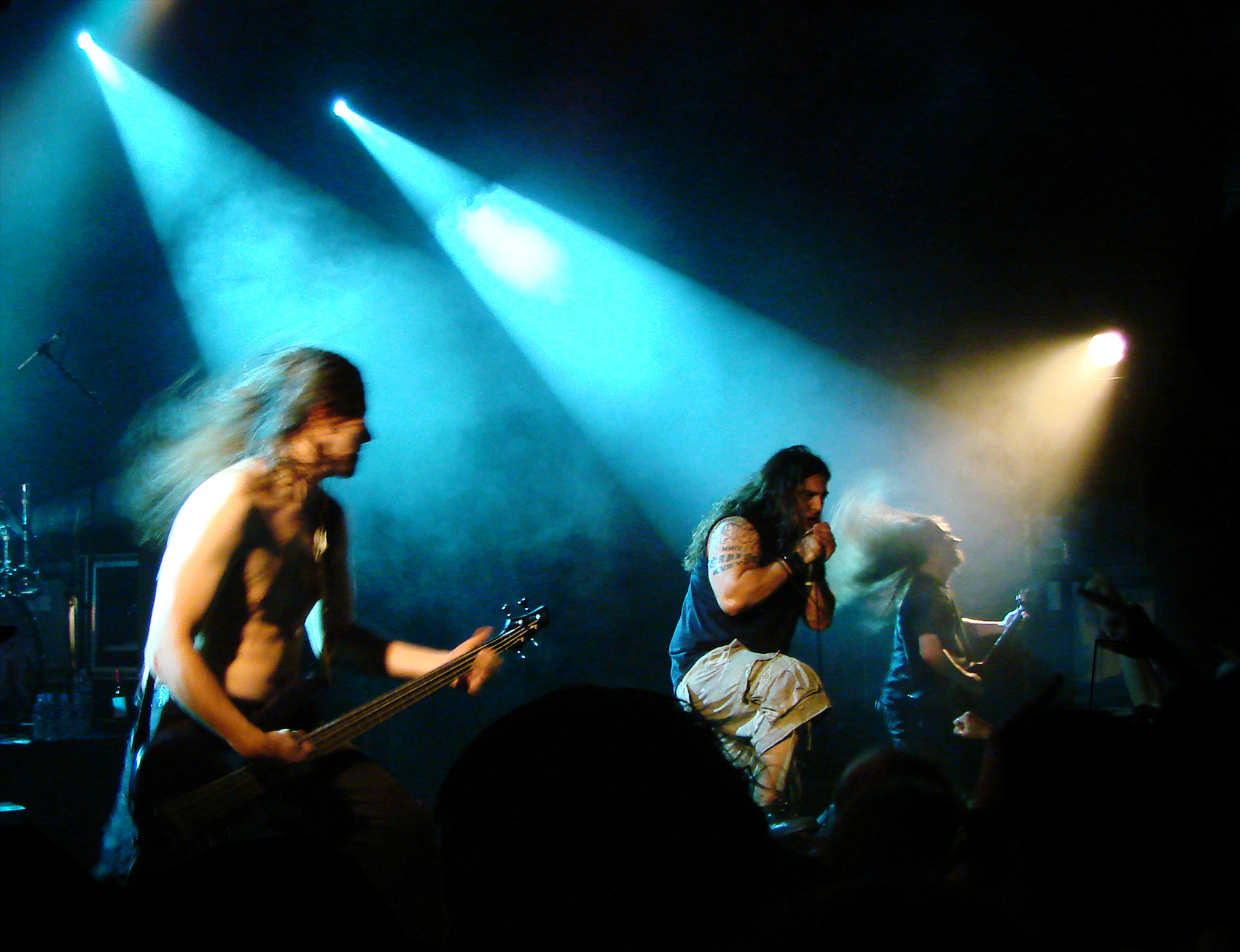
Kataklysm live in Straßburg (2007)

Mit ihm wurde dann auch das achte Studioalbum, In the Arms of Devastation, aufgenommen. Erstmals wurde ein Album von Kataklysm nicht allein von Gitarrist Jean-François Dagenais produziert. Auf Anfrage der Band mischte Produzent Tue Madsen zusammen mit Gitarrist Dagenais das Album ab. Auf dem Album sind zudem Sängerin und Gitarristin Morgan Lander von der Band Kittie sowie Rob Doherty, ehemaliger Gitarrist der Band Into Eternity, zu hören, die verschiedene Gitarrenparts einspielten. Das Cover des Albums wurde durch einen, mit 500 US-Dollar dotierten, Wettbewerb anlässlich des 15-jährigen Band-Jubiläums ermittelt. Das von einem gewissen „Tony“ aus Los Angeles entworfene „Heartbeast“ gilt seither als Maskottchen der Band und ist auf dem Cover aller folgenden Alben zu sehen.
Am 26. Januar 2007 veröffentlichten Kataklysm ihre erste DVD. Sie trägt den Namen Kataklysm Live in Deutschland / The Devastation Begins und enthält unter anderem Teile des Live-Auftritts auf dem Party.San 2006. Der DVD liegt auch eine Audio-CD bei.
2008 folgte mit Prevail ein weiteres Studioalbum, auf dem unter anderem Pat O’Brien, Gitarrist der Band Cannibal Corpse, und Dave Linsk, Gitarrist der Band Overkill, einige Gitarrenparts einspielten. Produziert wurde das Album wieder von Dagenais, diesmal aber zusammen mit dem Produzenten Jason Suecof. Im selben Jahr gründeten die Band-Mitglieder zusammen mit François Mongrain und Jonathan Leduc das Nebenprojekt Ex Deo. Die Musik von Ex Deo ist, im Gegensatz zu der aggressiven und brutalen Musik von Kataklysm, eher episch ausgelegt. Einen Auftritt beider Bands auf einem Festival gab es erstmals 2010 auf dem Way of Darkness-Festival in Lichtenfels.
Kataklysms nächstes Werk erschien im August 2010 unter dem Namen Heaven’s Venom. Es wurde wieder von Jean-François Dagenais und Tue Madsen produziert. Um das Album rechtzeitig fertigstellen zu können, mussten Kataklysm einen geplanten Auftritt auf dem Wacken Open Air absagen. Nach der Veröffentlichung des Albums spielte die Band auf dem Ozzfest, auf einer Tour mit DevilDriver und auf der Festivaltournee Neckbreaker’s Ball. Außerdem bekam Kataklysm auf dem Winter Freeze Festival in Stuttgart einen Award für die 15-jährige Zusammenarbeit mit ihrem Label Nuclear Blast verliehen.
2011 holten sie den im Vorjahr abgesagten Auftritt auf dem Wacken Open Air nach. Am 19. August 2011 spielten sie auf dem Summer Breeze eine Special-Show zum 20-jährigen Bestehen der Band. Dieses Konzert wurde aufgenommen und soll als Live-DVD veröffentlicht werden.
Die Band veröffentlichte ihr elftes Studioalbum Waiting for the End to Come am 29. Oktober 2013, gefolgt von ihrem zwölften Album Of Ghosts and Gods am 31. Juli 2015, beide wurden hoch gelobt. Das dreizehnte Studioalbum der Band, Meditations, wurde im Juni 2018 veröffentlicht.[4] Das Album schaffte es als erstes Album der Band in die Billboard Top 100 Charts, wo es auf Platz 61 platziert wurde, und war gleichzeitig ihr bestes Chart-Album in Deutschland, Österreich, der Schweiz und in der Heimat der Band, Kanada.
Kataklysm veröffentlichten ihr vierzehntes Studioalbum Unconquered am 25. September 2020. Drei Wochen vor der Veröffentlichung des Albums gab die Band bekannt, dass Schlagzeuger Oli Beaudoin die Band verlassen hat und durch James Payne ersetzt wurde.

## Name
Der Bandname leitet sich vom Wort Kataklysmus (altgriech. κατακλυσμός, lat. cataclysmos) ab und wird im Beiheft des Albums Serenity in Fire von der Band selbst folgendermaßen erklärt:

“[A] monomentous and violent event marked by overwhelming upheaval and demolition; broadly: an event that brings great changes, the end of the world as we know it.”

„Ein gewaltiges, mit Gewalt hereinbrechendes Ereignis, das durch grundlegenden Umbruch und Zerstörung alles Vorhandenen gekennzeichnet ist; im weiteren Sinne ein Ereignis, das große Umwälzungen mit sich bringt; das Ende der Welt wie wir sie kennen.“

## Stil

### Musik
Kataklysm spielen Death Metal, der vor allem durch aggressive Schlagzeug- und melodische Gitarrenspuren geprägt ist. Ihren Stil bezeichnen sie selbst häufig als „Northern Hyperblast“, eine Abwandlung des Blastbeats, wobei hier durchgehende Sechzehntelnoten auf der Snare Drum, teilweise mit langsamer anstatt der typischerweise schnell gespielten Bassdrum kombiniert, typisch sind.
Im folgenden Beispiel aus The Road to Devastation spielt die Bassdrum langsame Viertel, dazu kommen noch Achtel auf den Becken:

„Northern Hyperblast“, typisches Schlagzeugmuster bei Kataklysm.

Die Blastparts von Kataklysm werden oftmals mit denen von Bands wie Cannibal Corpse, Cradle of Filth und besonders mit Morbid Angel verglichen.
Ein weiteres prägnantes Merkmal ist der Gesang von Sänger Iacono, der sowohl schreit als auch growlt, und oftmals als äußerst variabel beschrieben wird.

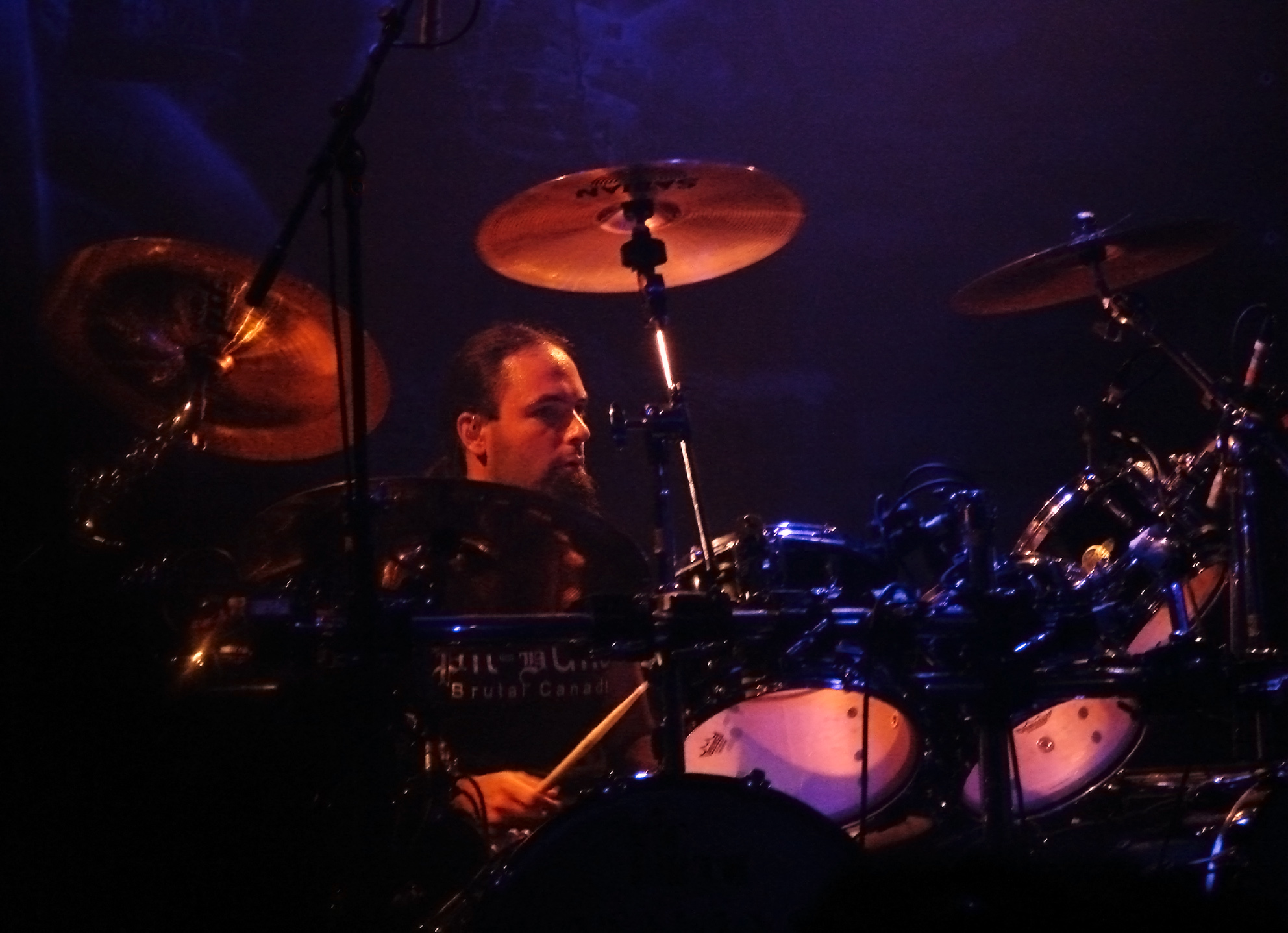
Schlagzeuger Max Duhamel (2007)

Die Gitarre spielt einen Mix aus leicht eingängigen, sehr melodischen Parts und harten Riffs. Daher werden sie unter diesem Aspekt häufig mit Bands wie Amon Amarth oder Bolt Thrower verglichen. Kataklysm verzichten bewusst auf den Einsatz einer zweiten Gitarre, da sich die Band nur als Quartett vollkommen sieht. Stattdessen versuchen sie durch die Produktion den Klang so zu verbessern, dass er nach zwei Gitarren klingt. Auf die Frage nach einem zweiten Gitarristen antwortete Sänger Iacono in einem Interview:

„[…] das [würde sich] nicht wie Kataklysm anfühlen. Meiner Meinung nach läuft Kataklysm auf vier Leute hinaus. Wir fühlen uns als Quartett sehr wohl und wir sind sehr froh darüber, dass JF [Jean-François Dagenais] als Produzent auch an unserem Sound tüfteln kann, sodass es nach zwei Gitarren klingt.“

Ein weiteres Merkmal von Kataklysm sind die Samples aus Filmen, die seit The Prophecy als Intro am Anfang jedes Albums zu hören sind. Sie verdeutlichen schon zu Beginn die Aussage, welche die Band mit dem Album tätigen will. Serenity in Fire beginnt beispielsweise mit den Worten:

“This is the life we chose, the life we lead and there is only one guarantee… non of us will see heaven.”

„Dies ist das Leben, das wir wählten, welches wir führen und in diesem Leben gibt es nur eine Garantie … niemand von uns wird in den Himmel kommen.“

Das Intro des Albums The Prophecy stammt aus dem Spielfilm Dark City, während das Intro von Epic: The Poetry of War aus dem Horrorfilm Hellraiser IV stammt. Der Nachfolger Shadows & Dust hat sein Intro aus dem Film Gladiator, das oben genannte Zitat aus Serenity in Fire stammt aus dem Film Road to Perdition. Das Zitat „Revenge is a meal best served cold“ auf dem Album In the Arms of Devastation stammt aus dem Film Man on Fire. Das Sample für das Album Prevail stammt aus dem Film Last Man Standing, das für Heaven’s Venom aus dem Film Rocky Balboa.
Das Sample aus "Of Ghost's and Good's" stammt aus dem Film "Exodus".

#### Entwicklung des musikalischen Stils

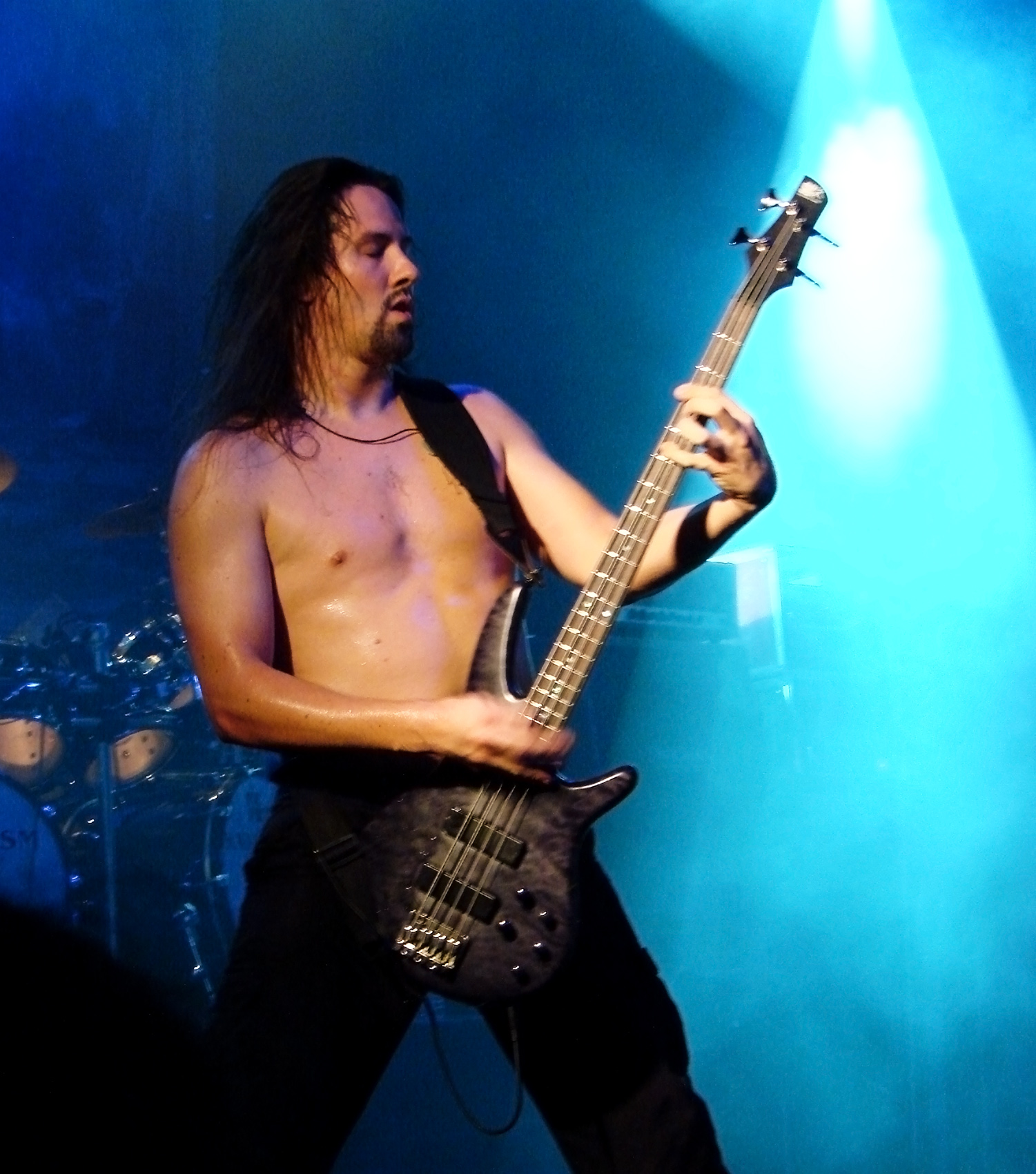
Bassist Stéphane Barbe (2007)

Die ersten vier Alben sind melodisch weit weniger ausgeprägt und death-metal-lastiger als ihre Nachfolger. Das Album Victims of This Fallen World enthält beispielsweise eher grindcore-lastigere Parts. Es wurde aber auch schon auf diesem Album mit langsameren Stücken und für den Death Metal eher untypischen Instrumenten experimentiert. So kommt in dem Lied Extreme to the Core ein Keyboard zum Einsatz und in dem Lied I Remember ist sogar eine Violine zu hören.
Auf The Prophecy kommen, neben den sehr schnellen und präzisen „Northern Hyperblasts“ und den hier noch meist aggressiven Gitarrenriffs, erstmals deutlich mehr melodische Parts zur Geltung. Dabei werden die Hyperblasts zwar nicht zurückgefahren, treten aber nicht mehr so in den Vordergrund wie zuvor. Diese Mischung aus brutalen und melodischen Parts prägt seither die Musik der Band.
Auch die folgenden Alben behalten diese Mischung bei, die Musik bleibt dennoch sehr aggressiv und death-metal-lastig.
Das Album In the Arms of Devastation beinhaltet deutlich ruhigere Titel, in denen auch die „Northern Hyperblasts“ deutlich mäßiger ausgeprägt sind. Zudem sind auf dem Album Einflüsse aus dem Thrash Metal erkennbar.
Prevail enthält wieder aggressivere Drumparts als sein Vorgänger, dennoch sind auch auf diesem Album langsamere und ruhigere Stücke zu hören. Zudem werden beim Gesang an einigen Stellen Effekte genutzt und einige Lieder enthalten gesprochene Passagen.
Des Weiteren enthält das Album Riffs die typisch für den klassischen Heavy Metal und den Hard Rock sind.
Das Album Heaven’s Venom von 2010 ist melodischer als sein Vorgänger und beinhaltet virtuos klingende Gitarrensoli. Des Weiteren spricht Sänger Iacono von „epischen Parts“ auf dem Album.

### Texte

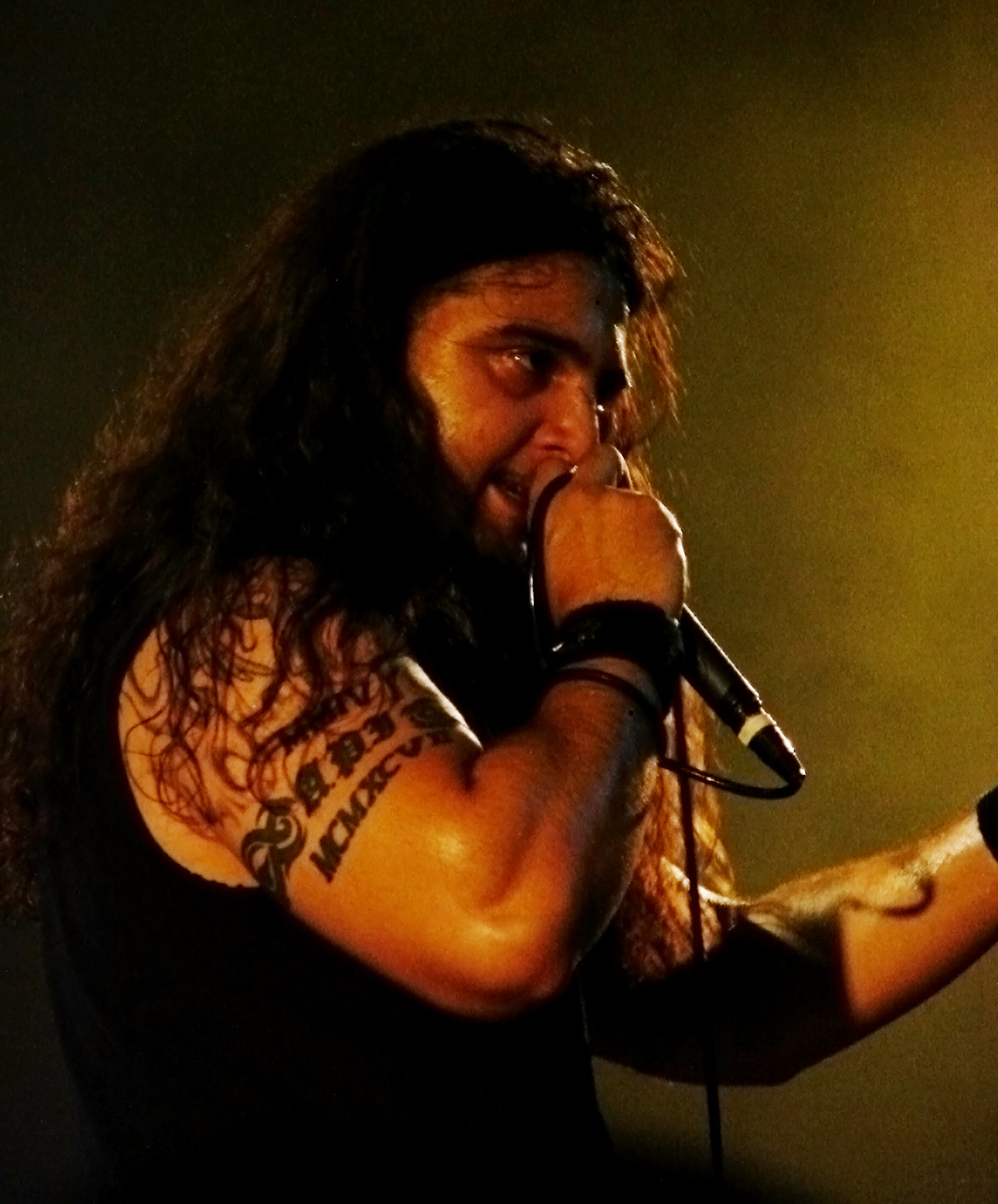
Sänger Maurizio Iacono (2007)

Die Texte der ersten Werke, wie The Mystical Gate of Reincarnation, welche unter anderem vom ehemaligen Sänger Sylvain Houde geschrieben wurden, beinhalten okkulte Themen. Die neueren Werke behandeln meist die Abgründe der Menschheit mit denen sich die Band sozialkritisch auseinandersetzt. Dabei spielt häufig die Kriegsthematik eine wichtige Rolle.
Besonders die Alben Epic: The Poetry of War und Shadows & Dust sind Konzeptalben, die das Thema Krieg und dessen historische Bedeutung behandeln.
Ein Beispiel dafür ist der Titel Crippled & Broken, der von Sänger Iacono folgendermaßen kommentiert wird:

„Im speziellen geht’s dabei um die Vietnamveteranen aus den Sechzigern, die aus dem Krieg zurück gekommen sind und deren Hirn durch den Krieg zerfickt wurde und die auf Grund dieser Tatsache nur noch seelische Krüppel sind. Das Traurige daran ist, dass die US-Regierung keinen Finger krumm macht um diesen Leuten zu helfen. Die haben immerhin ihr Leben für ihr Land geopfert.“

Ein weiteres wichtiges Thema in den Texten von Kataklysm ist der Tod. Die Hauptaussage vieler Texte ist, dass die Menschen die Angst vor dem Tod besiegen sollen und ihn als gegeben akzeptieren müssen, um ein erfülltes Leben zu haben. Vor allem das Album Prevail legt hierauf den thematischen Schwerpunkt. Das Akzeptieren des Todes geschieht in den Augen der Band jedoch nicht mit Hilfe der Religion, die von den Mitgliedern der Band, welche sich selbst als Atheisten bezeichnen, abgelehnt wird. Max Duhamel äußerte sich dazu in einem Interview:

„Die Religionen wurden meines Erachtens erschaffen um die Menschen zu kontrollieren. Das hat früher gut funktioniert und läuft auch heute noch so.“

Weitere Themenkomplexe bilden historische Begebenheiten, sowie die aktuelle Situation der Metal-Szene.

## Rezeption
Kataklysm gelten durch ihre abwechslungsreiche, melodische Musik als eine der erfolgreichsten Bands im Death Metal. Im Musikmagazin Metal Hammer werden sie neben den Bands Amon Amarth und Cannibal Corpse als Bestandteil der „heilige[n] Dreifaltigkeit des Death Metals der letzten zehn Jahre“ bezeichnet.
In vielen Besprechungen fällt die Kritik ebenfalls gut aus. Hier wird vor allem der Mix aus aggressiver und melodischer Musik gelobt.
Das Online-Magazin whiskey-soda.de schreibt über die Band:

„Bands wie Kataklysm (gibt es da überhaupt welche, die auf ähnlich hohem Level spielen???) zeigen, dass Death Metal nicht gleichzusetzen ist mit nervigem Krach ohne Melodien.“

Anlässlich des 25-jährigen Jubiläums des Metal Hammers fand eine Internetwahl zum „größten Death-Metal-Song aller Zeiten“ statt. Dabei schafften es Kataklysm mit dem Song In Shadows and Dust aus ihrem Album Shadows & Dust auf Platz neun.

### Wichtige Nebenprojekte
Einzelne Bandmitglieder von Kataklysm engagieren sich in diversen Side-Projects:
In Ex Deo, welches ein Symphonic Death-Metal-Projekt von Sänger Maurizio Iacono ist, finden sich seit 2008 immer wieder viele reguläre Mitglieder von Kataklysm wieder.
Drummer Martin Maurais produzierte 2004 mit Gitarrist Maerk Asselin das Projekt Dechrist, deren Album als eines der extremsten Musikstücke überhaupt gilt und auch unter Kataklysm-Fans sehr gesucht ist. Laut Aussage von Maerk Asselin führte das Engagement bei Dechrist zu Verstimmungen zwischen Martin Maurais und Kataklysm.
Drummer Olivier Beaudoin half neben Ex Deo auch bei Belphegor und Keep of Kalessin aus.

### Besondere Verbindung zu Deutschland
Kataklysm haben eine besonders gute Verbindung zu Deutschland. In einem Interview ließ Max Duhamel verlauten:

„Die deutschen Fans bedeuten uns alles. Deutschland ist für uns wie eine zweite Heimat. […] Man spürt so viel Leidenschaft für unsere Band – das ist einfach nur unglaublich!“

Einer der Gründe für das gute Verhältnis ist die Unterstützung der Band durch das deutsche Label Nuclear Blast, was dazu führte, dass Kataklysm sich recht schnell eine treue Fan-Gemeinde in Deutschland aufbauen konnte. Daher ist die Band besonders häufig in Deutschland auf Tour und veröffentlichte 2007 sogar das Live-Album Live in Deutschland: The Devastation Begins.
Außerdem wurde zu dem Album Heaven’s Venom der Bonustitel Das Feuer lebt, eine Danksagung an alle Fans im deutschsprachigen Raum, aufgenommen. Der Refrain des Liedes wird in deutscher Sprache gesungen, die Strophen hingegen in englischer Sprache.

## Bandmitglieder

Kataklysm live auf dem With Full Force 2018
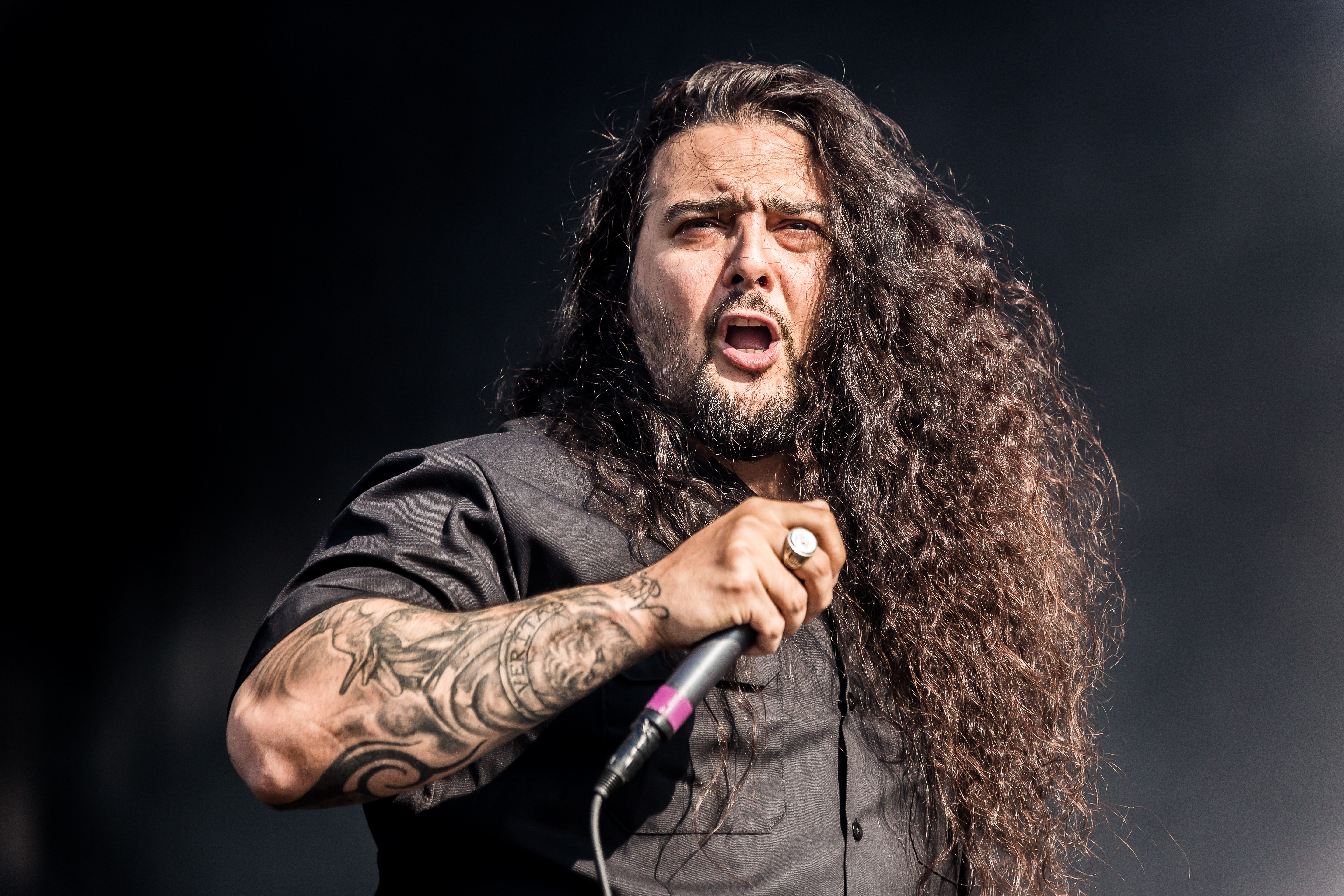
Maurizio Iacono
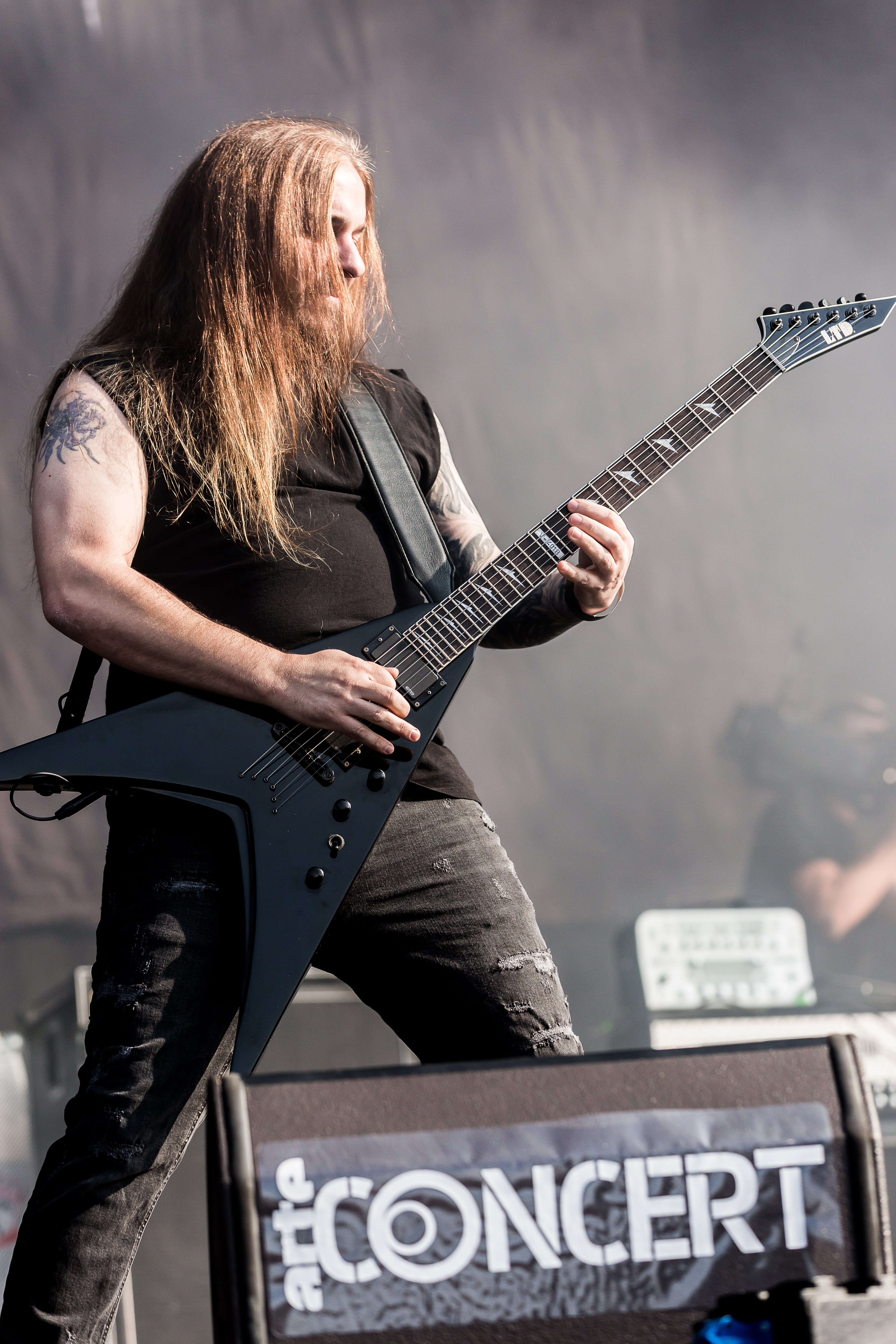
Jean-François Dagenais
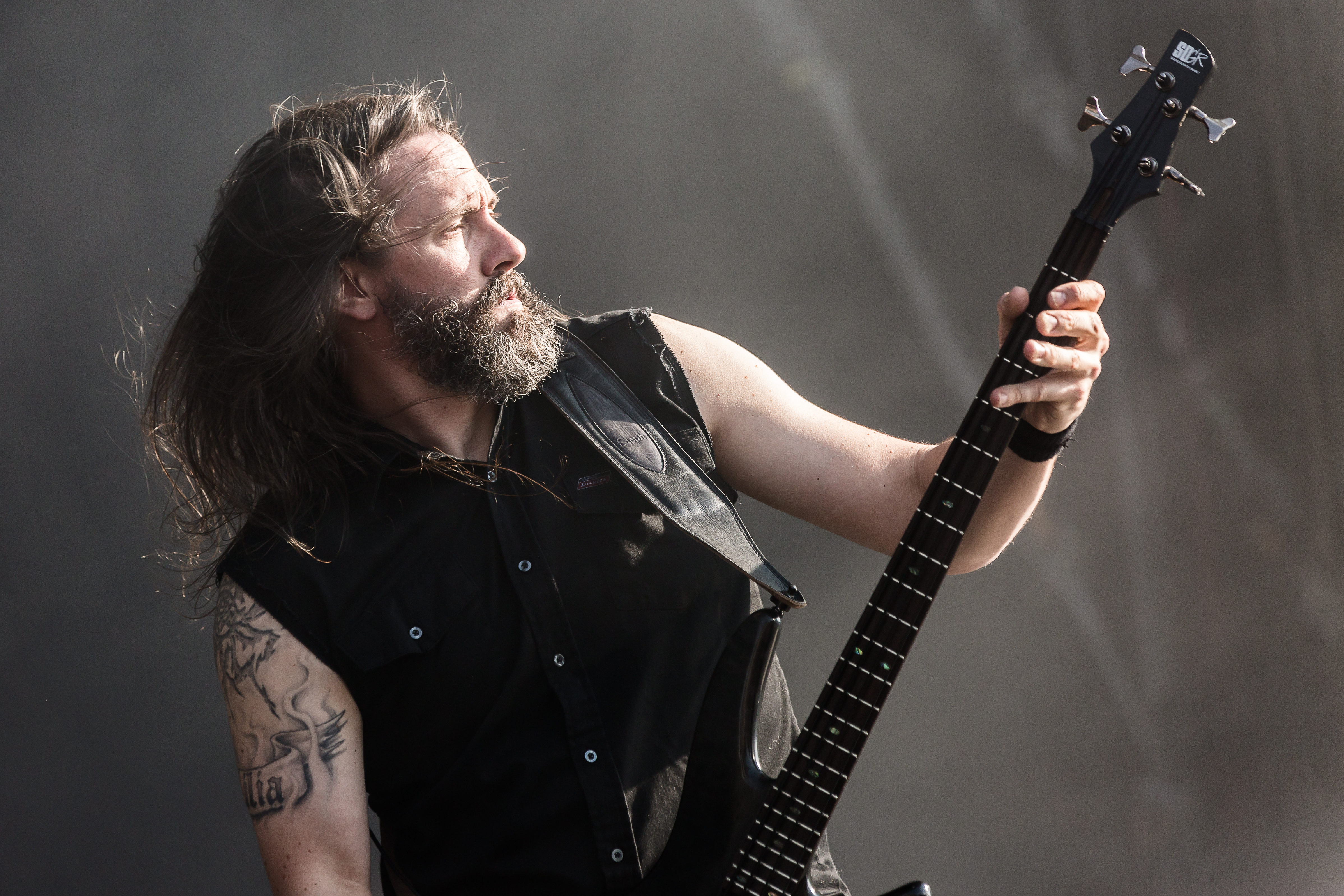
Stéphane Barbe
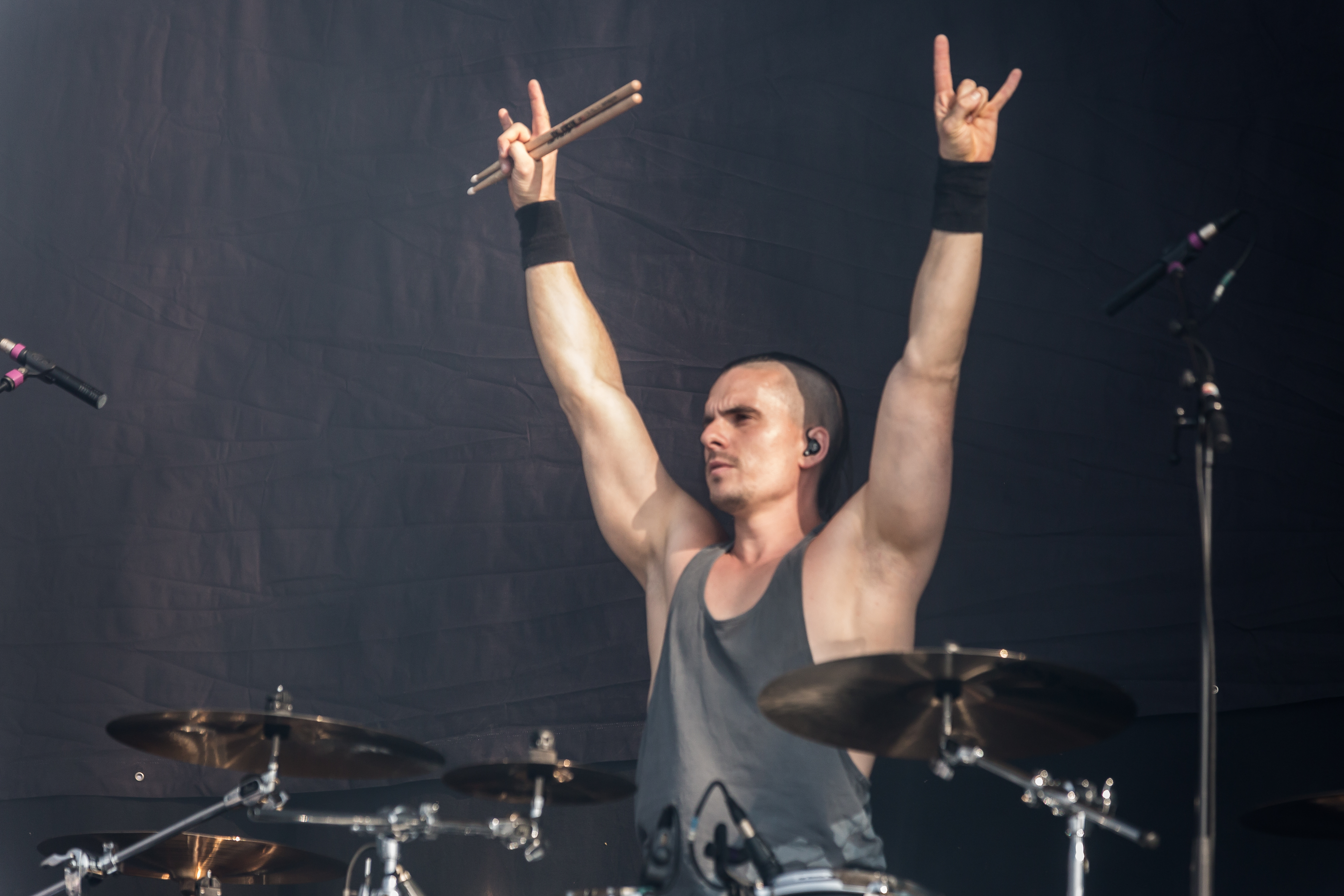
Oli Beaudoin

## Diskografie

### Demos
- 1992: The Death Gate Cycle of Reincarnation (Eigenproduktion)
- 1993: Rehearsal (Eigenproduktion)
- 1993: The Vortex of Resurrection (Nuclear Blast)

### Alben
- 1995: Sorcery (Nuclear Blast)
- 1996: Temple of Knowledge (Nuclear Blast)
- 1998: Victims of This Fallen World (Hypnotic Records)
- 2000: The Prophecy (Stigmata of the Immaculate) (Nuclear Blast)
- 2001: Epic: The Poetry of War (Nuclear Blast)
- 2002: Shadows & Dust (Nuclear Blast)
- 2004: Serenity in Fire (Nuclear Blast)
- 2006: In the Arms of Devastation (Nuclear Blast)
- 2008: Prevail (Nuclear Blast)
- 2010: Heaven’s Venom (Nuclear Blast)
- 2013: Waiting for the End to Come (Nuclear Blast)
- 2015: Of Ghosts and Gods (Nuclear Blast)
- 2018: Meditations (Nuclear Blast)
- 2020: Unconquered (Nuclear Blast)
- 2023: Goliath (Nuclear Blast)

### Livealben und Kompilationen
- 1998: Northern Hyperblast Live (Hypnotic Records)
- 2004: Northern Hyperblast / Victims of This Fallen World (Hypnotic Records)
- 2007: Live in Deutschland: The Devastation Begins (Nuclear Blast)
- 2011: Summer Breeze Open Air (Nuclear Blast)
- 2012: Iron Will (Nuclear Blast)

### Singles und EPs
- 1993: The Mystical Gate of Reincarnation (Nuclear Blast)
- 1994: Vision the Chaos (Boundless Records)
- 2008: Taking the World by Storm (Nuclear Blast)
- 2010: Cross the Line of Redemption (Nuclear Blast)
- 2010: Determined (Vows of Vengeance) (Nuclear Blast)

### Musikvideos
- 1996: The Awakener (Temple of Knowledge)
- 1996: Beckoning of the Xul (Temple of Knowledge)
- 2001: In Shadows & Dust (Shadows and Dust)
- 2004: As I Slither (Serenity in Fire)
- 2006: Crippled & Broken (In the Arms of Devastation)
- 2006: To Reign Again (In the Arms of Devastation)
- 2008: Taking the World by Storm (Prevail)
- 2008: Blood in Heaven (Prevail)
- 2010: Push the Venom (Heaven’s Venom)
- 2011: At the Edge of the World (Heaven’s Venom)
- 2012: Iron Will (Iron Will)
- 2013: Elevate (Waiting for the End to Come)
- 2014: The American Way (Waiting for the End to Come)
- 2015: Das komplette Album (Of Ghosts and Gods)